# Bayou Gauche
Bayou Gauche és una població dels Estats Units a l'estat de Louisiana. Segons el cens del 2000 tenia 1.770 habitants.

## Demografia
Segons el cens del 2000, Bayou Gauche tenia 1.770 habitants, 598 habitatges, i 508 famílies. La densitat de població era de 38,9 habitants/km².
Dels 598 habitatges en un 44,8% hi vivien nens de menys de 18 anys, en un 74,4% hi vivien parelles casades, en un 8,4% dones solteres, i en un 14,9% no eren unitats familiars. En l'11,4% dels habitatges hi vivien persones soles el 4,7% de les quals corresponia a persones de 65 anys o més que vivien soles. El nombre mitjà de persones vivint en cada habitatge era de 2,96 i el nombre mitjà de persones que vivien en cada família era de 3,19.
Per edats la població es repartia de la següent manera: un 29,1% tenia menys de 18 anys, un 7,6% entre 18 i 24, un 32,5% entre 25 i 44, un 24,2% de 45 a 60 i un 6,6% 65 anys o més.
L'edat mediana era de 34 anys. Per cada 100 dones de 18 o més anys hi havia 97,6 homes.
La renda mediana per habitatge era de 51.667 $ i la renda mediana per família de 52.212 $. Els homes tenien una renda mediana de 45.982 $ mentre que les dones 23.966 $. La renda per capita de la població era de 22.170 $. Cap de les famílies i l'1,7% de la població estaven per davall del llindar de pobresa.

## Poblacions més properes
El següent diagrama mostra les poblacions més properes.